# Textura afírica
Textura afírica é a classificação dada à textura das rochas vulcânicas cuja matriz não aprsenta cristais com dimensão suficiente para serem considerados como fenocristais. Esta textura é típica das rochas hipo-abissais, em especial do dolerito.